# Sociedad de las Naciones
La Sociedad de las Naciones (SDN), Sociedad de Naciones o Liga de las Naciones fue un organismo internacional creado por el Tratado de Versalles, el 28 de junio de 1919. Se propuso establecer las bases para la paz y la reorganización de las relaciones internacionales una vez finalizada la Primera Guerra Mundial. Aunque no logró resolver las graves crisis Internacionales que se plantearon en los años 1920 y 1930, es importante porque fue la primera organización de ese tipo de la historia y el antecedente de la ONU.
La Sociedad de las Naciones consiguió algunos éxitos en su labor, ayudó a solventar pacíficamente algunos conflictos en el período inmediato de posguerra y tuvo su apogeo en el período 1924-1929. Durante ese periodo se firmó el Tratado de Locarno en 1925, se produjo el ingreso de Alemania en la Sociedad en 1926, y se firmó el Pacto Briand-Kellogg en 1928. Sin embargo, cuando la situación internacional se enturbió tras la depresión de 1929, la Sociedad de las Naciones se mostró totalmente incapaz de mantener la paz.
La SDN se basó en los principios de la seguridad colectiva, el arbitraje de los conflictos y el desarme. El Pacto de la SDN (los 26 primeros artículos del Tratado de Versalles) fue redactado en las primeras sesiones de la Conferencia de París, que comenzaron el 18 de enero de 1919, por iniciativa del Presidente de los Estados Unidos, Woodrow Wilson.
El 15 de noviembre de 1920 se celebró en Ginebra la primera asamblea de la sociedad, con la participación de 42 países.
Tras el final de la Segunda Guerra Mundial a mediados del siglo XX, la SDN fue disuelta el 18 de abril de 1946, siendo sucedida por la Organización de las Naciones Unidas (ONU). En realidad no fue una sucesión de un organismo internacional por otro. La experiencia de la Sociedad de las Naciones es lo más cercano a la actual ONU, pero dicho antecedente no fue ni siquiera mencionado por los redactores de la Carta ya que, al querer reestructurar el mundo posbélico de la Segunda Guerra Mundial, los Estados vencedores optaron por hacer desaparecer la Sociedad de las Naciones y crear una organización internacional enteramente nueva.

## Motivos de la creación
La Sociedad de las Naciones se fundó inmediatamente después de la Primera Guerra Mundial. Constaba originalmente de 42 países, 26 de los cuales no eran europeos. Alcanzó su número máximo cuando tuvo 57 países miembros. La Sociedad se creó porque tras la contienda en Francia, el Reino Unido y los Estados Unidos, la corriente de la opinión pública creía que una organización mundial de naciones podría conservar la paz y prevenir una repetición de los horrores de la guerra de 1914 a 1918 en Europa, en vista que los pactos de la diplomacia tradicional habían fracasado en este empeño. Entonces se creyó que un órgano mundial eficaz parecía posible porque las comunicaciones habían mejorado y existía una mayor experiencia de trabajo en conjunto en organizaciones internacionales. La coordinación y la cooperación para el progreso económico y social adquirirían importancia.
La creación de la Sociedad de las Naciones tiene su origen en uno de los Catorce Puntos de Woodrow Wilson para superar los efectos de la guerra y conseguir una paz duradera. Fue una consecuencia a la reacción de las diferentes naciones contra los horrores que provocó la Primera Guerra Mundial. Millones de muertos, inválidos, población civil desplazada, pobreza, deuda de guerra, la caída de cuatro imperios —el alemán, el austrohúngaro, el ruso y el otomano— que a su vez provocó inestabilidad política. La Sociedad de las Naciones pretendía impedir una repetición de los hechos que dieron lugar a la guerra, como la falta de cooperación, la existencia de pactos secretos entre Estados o la ignorancia de los pactos internacionales. Por eso se quiso crear un organismo a través del cual las naciones pudiesen resolver sus disputas por medios pacíficos en lugar de militares, evitando aquellas causas que llevaron a la guerra:
La propia exposición de motivos del Pacto de la Sociedad de las Naciones proclama 

Las Altas Partes contratantes: considerando que para fomentar la cooperación entre las naciones y para garantizar la paz y la seguridad, importa: aceptar ciertos compromisos de no recurrir a la guerra; mantener a la luz del día relaciones internacionales, fundadas sobre la justicia y el honor; observar rigurosamente las prescripciones del Derecho internacional, reconocidas de aquí en adelante como regla de conducta efectiva de los Gobiernos; hacer que reine la justicia y respetar escrupulosamente todas las obligaciones de los Tratados en las relaciones mutuas de los pueblos organizados; Adoptan el presente Pacto.
Exposición de motivos del Pacto de la Sociedad de las Naciones.

La sesión de apertura de la Liga de Naciones
Ginebra, Suiza, 15 de noviembre de 1920.
La Sociedad tenía dos objetivos básicos. En primer lugar, buscaba preservar la paz por medio de una acción colectiva, para lo cual las controversias se remitirían al Consejo de la Sociedad con fines de arbitraje y conciliación. Si fuera necesario, se usarían sanciones económicas y luego militares, por lo cual los miembros se comprometían a defender a otros miembros ante una agresión. En segundo lugar, la Sociedad deseaba promover la cooperación internacional en asuntos económicos y sociales.

### Negociaciones sobre la "igualdad racial"
La delegación japonesa apoya la inclusión del principio de "igualdad racial" en el pacto de la Liga de las Naciones, pero debe hacer frente a una fuerte oposición de Australia y, en menor medida, de los Estados Unidos y del Reino Unido, que al final lograron frustrar la iniciativa japonesa. A lo largo de los debates, la prensa norteamericana y británica criticó duramente a Japón, acusado de querer facilitar la emigración de sus ciudadanos.
Por el contrario, estas discusiones aumentan las esperanzas de las poblaciones que sufren de medidas de discriminación o segregación racial, en particular los afroamericanos. El intelectual afroamericano W.E.B. Du Bois veía a Japón como un actor de la revancha de los pueblos de color: “Dado que los africanos negros, los indios morenos y los japoneses amarillos luchan por Francia e Inglaterra, podrían salir de este sangriento desorden con una idea nueva de la igualdad esencial de los hombres.
Sin embargo, el historiador japonés Matsunuma Miho señala que el objetivo del gobierno japonés no era lograr la "igualdad de todas las razas" sino impedir que un estatuto inferior asignado a los súbditos nipones perjudicara la influencia y posición de Japón en el futuro orden internacional. De hecho, en la década de 1920 los nacionales japoneses son objeto de leyes discriminatorias humillantes en los Estados Unidos, Canadá y Australia. Además, el propio Japón tiene una política de discriminación y represión contra súbditos chinos y coreanos de su Imperio, cuyas manifestaciones independentistas de marzo de 1919 fueron aplastadas. El fracaso de la iniciativa provocó una gran cólera y resentimiento popular en Japón hacia Occidente, especialmente hacia los anglosajones.

## Admisión de integrantes
Durante las negociaciones en la Conferencia de Paz de París se incluye en la Parte I del Tratado de Versalles la creación de la SDN (Sociedad de las Naciones).
Los países integrantes originales eran los 32 miembros del anexo al Pacto y los 13 de los Estados invitados a participar, quedando abierto el ingreso futuro al resto de los países del mundo. Las excepciones fueron Alemania, Turquía y la URSS. Fue permitido asimismo, en el caso del Reino Unido, el ingreso de sus dominios y colonias, como India, Sudáfrica, Australia y Nueva Zelanda. Según el artículo 1, la organización también estaba abierta al ingreso de dominios o colonias, no incluidas en el anexo final del pacto, que tuvieran autogobierno, fuera aceptada por dos tercios de la Asamblea y cumplieran con los compromisos de la Sociedad.
Los países excluidos en el primer momento se incorporaron con posterioridad: Austria en 1920, Alemania —por medio del Tratado de Locarno— en octubre de 1925 (que posibilitó su ingreso como miembro en septiembre de 1926); Turquía y la Unión Soviética en 1934. Estados Unidos nunca se incorporó a la Sociedad, debido a la negativa del Congreso estadounidense a participar en ella, aunque sí perteneció a sus organismos afiliados.
En el caso de retirada de la Sociedad, el pacto, en su primer artículo, indicaba que cualquier país debía anunciar su intención de retirarse dos años antes de hacerse efectiva, teniendo que estar al corriente de todas las obligaciones internacionales además de las firmadas en el pacto. Entre los miembros que se retiraron destacan el Imperio Japonés y Alemania en 1933, Italia en 1937, España en 1939, o la Unión Soviética, que fue expulsada en 1939.

## Estructura

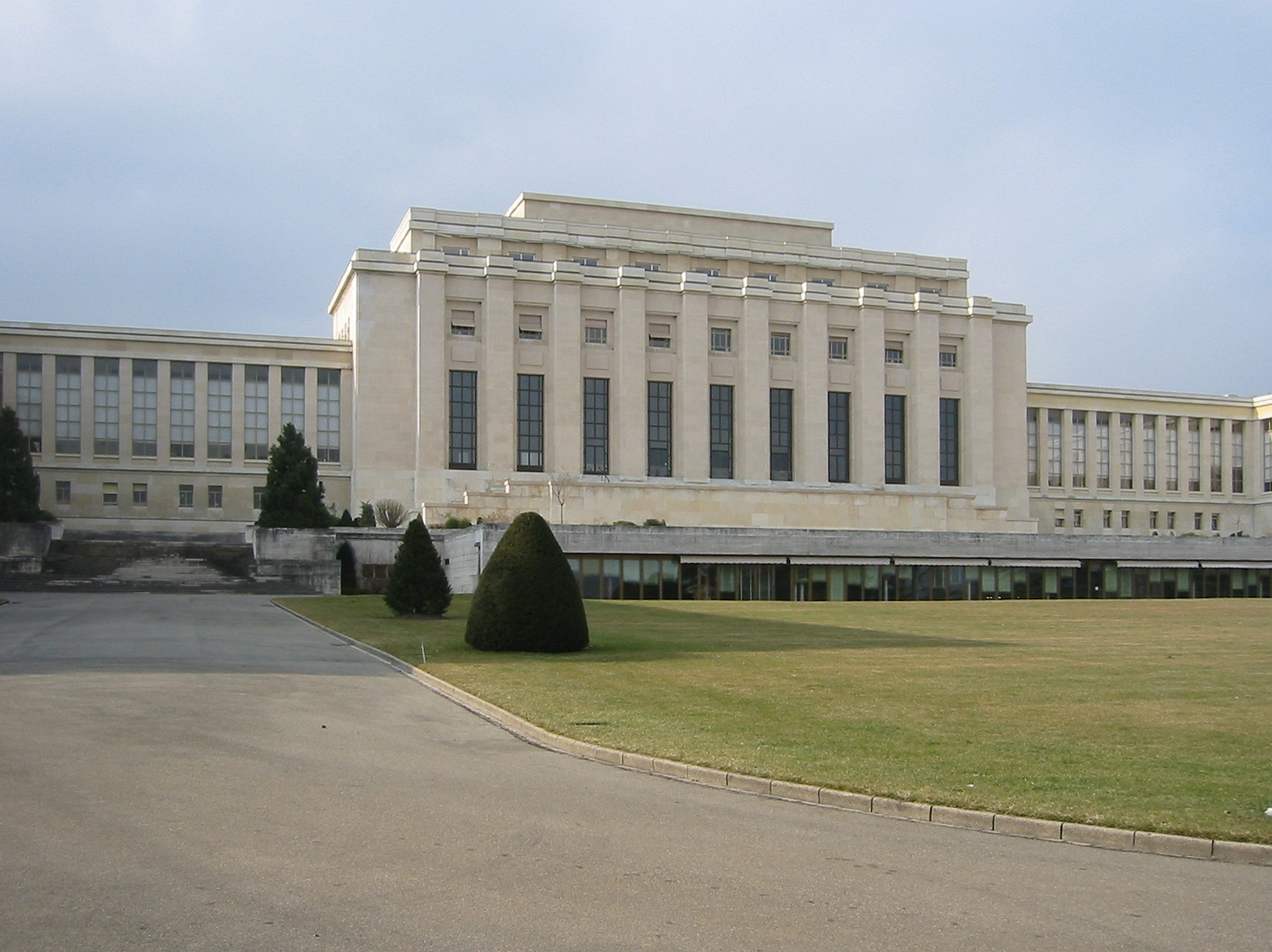
El Palacio de las Naciones fue construido en Ginebra, Suiza, entre 1929 y 1938 como sede de la SDN.

Estaba organizada en tres organismos, según el Tratado de Versalles:
- La Asamblea: compuesta por los Estados miembros de la SDN. Se reunía en el mes de septiembre de cada año en Ginebra, Suiza. Cada Estado tenía derecho a un voto. Se encargaba de proponer y votar las resoluciones y recomendaciones por unanimidad, así como elegir los miembros no permanentes del Consejo. Las candidaturas de nuevos países integrantes debían obtener la aprobación de dos tercios de los votos de la Asamblea. Además, debía aprobar el presupuesto de la Sociedad, el trabajo del Consejo, del Secretariado, organizaciones técnicas y comisiones asesoras. Tenía participación en la elección de los jueces a la Corte Permanente de Justicia Internacional.

- El Consejo: originalmente estaba compuesto por cuatro miembros permanentes: Francia, Italia, Japón, Reino Unido y cuatro miembros no permanentes elegidos por la Asamblea y renovados por tercios cada tres años. En 1922, fue ampliado el número de países no permanentes a un total de seis (Uruguay y Suecia)[10] En 1926, al ingresar Alemania, se le asigna el puesto de los Estados Unidos, además de ampliar nuevamente el número de no permanentes a nueve. Los estatutos son reformados en 1934, proveyendo un Consejo de seis miembros permanentes, uno de cuyos asientos es asignado a la URSS —que acababa de ingresar— y 11 miembros no permanentes electos por la Asamblea. El Consejo sesionaba regularmente tres veces al año y en sesiones especiales si lo merecía la ocasión. Sus resoluciones se tomaban por votación unánime, salvo en materias de procedimiento. El consejo actuaba como una comisión de indagación y conciliación en cualquier disputa que le fuera presentada. Los países no integrantes de la Sociedad podían presentar cualquier tema que afectara sus intereses directamente al Consejo.

| 1920 (1.º) | Francia Reino Unido Japón Italia           | Grecia Bélgica España                                    | Brasil                      |         |               |                  |
|            |                                            |                                                          |                             |         |               |                  |
| 1920 (2.º) | Francia Reino Unido Japón Italia           | Checoslovaquia Bélgica España                            | Brasil                      |         |               |                  |
|            |                                            |                                                          |                             |         |               |                  |
| 1921       | Francia Reino Unido Japón Italia           | Checoslovaquia Bélgica España                            | Brasil                      | China   |               |                  |
|            |                                            |                                                          |                             |         |               |                  |
| 1922       | Francia Reino Unido Japón Italia           | Checoslovaquia Bélgica España Suecia                     | Brasil Uruguay              | China   |               |                  |
|            |                                            |                                                          |                             |         |               |                  |
| 1923       | Francia Reino Unido Japón Italia           | Bélgica España Suecia                                    | Brasil Uruguay              |         |               |                  |
|            |                                            |                                                          |                             |         |               |                  |
| 1924       | Francia Reino Unido Japón Italia           | Bélgica España Suecia                                    | Brasil Uruguay              |         |               |                  |
|            |                                            |                                                          |                             |         |               |                  |
| 1925       | Francia Reino Unido Japón Italia           | Bélgica España Suecia                                    | Brasil Uruguay              |         |               |                  |
|            |                                            |                                                          |                             |         |               |                  |
| 1926       | Francia Reino Unido Japón Italia Alemania  | Países Bajos Bélgica Rumania Polonia                     | Chile Colombia El Salvador  | China   |               |                  |
|            |                                            |                                                          |                             |         |               |                  |
| 1927       | Francia Reino Unido Japón Italia Alemania  | Países Bajos Finlandia Rumania Polonia                   | Chile Colombia Cuba Canadá  | China   |               |                  |
|            |                                            |                                                          |                             |         |               |                  |
| 1928       | Francia Reino Unido Japón Italia Alemania  | España Bélgica Rumania Polonia                           | Chile Cuba Canadá Venezuela | Irán    |               |                  |
|            |                                            |                                                          |                             |         |               |                  |
| 1929       | Francia Reino Unido Japón Italia Alemania  | Yugoslavia España Finlandia Polonia                      | Cuba Canadá Venezuela Perú  | Irán    |               |                  |
|            |                                            |                                                          |                             |         |               |                  |
| 1930       | Francia Reino Unido Japón Italia Alemania  | Yugoslavia España Noruega Irlanda Polonia                | Guatemala Venezuela Perú    | Irán    |               |                  |
|            |                                            |                                                          |                             |         |               |                  |
| 1931       | Francia Reino Unido Japón Italia Alemania  | Yugoslavia España Noruega Irlanda Polonia                | Guatemala Panamá Perú       | China   |               |                  |
|            |                                            |                                                          |                             |         |               |                  |
| 1932       | Francia Reino Unido Japón Italia Alemania  | Checoslovaquia España Noruega Irlanda Polonia            | Guatemala México Panamá     | China   |               |                  |
|            |                                            |                                                          |                             |         |               |                  |
| 1933       | Francia Reino Unido Japón Italia Alemania  | Checoslovaquia España Dinamarca Polonia Portugal         | Argentina México Panamá     | China   | Australia     |                  |
|            |                                            |                                                          |                             |         |               |                  |
| 1934       | Francia Reino Unido Italia Unión Soviética | Checoslovaquia España Dinamarca Polonia Portugal         | Argentina México Chile      | Turquía | Australia     |                  |
|            |                                            |                                                          |                             |         |               |                  |
| 1935       | Francia Reino Unido Italia Unión Soviética | Rumania España Dinamarca Polonia Portugal                | Argentina Ecuador           | Turquía | Australia     |                  |
|            |                                            |                                                          |                             |         |               |                  |
| 1936       | Francia Reino Unido Italia Unión Soviética | Rumania España Letonia Suecia                            | Ecuador Bolivia Chile       | Turquía | Nueva Zelanda |                  |
|            |                                            |                                                          |                             |         |               |                  |
| 1937       | Francia Reino Unido Unión Soviética        | Polonia Rumania Letonia Suecia Bélgica                   | Ecuador Bolivia Perú        | Irán    | Nueva Zelanda |                  |
|            |                                            |                                                          |                             |         |               |                  |
| 1938       | Francia Reino Unido Unión Soviética        | Bélgica Suecia Letonia Polonia Rumania Grecia Yugoslavia | Bolivia Perú                | Irán    | Nueva Zelanda |                  |
|            |                                            |                                                          |                             |         |               |                  |
| 1939       | Francia Reino Unido Unión Soviética        | Bélgica                                                  |                             |         |               | Egipto Sudáfrica |

- El Secretariado: organismo permanente que se encargaba de preparar las sesiones de la Asamblea y del Consejo, así como la elaboración de informes y documentos. Estaba encargado de las comisiones asesoras y del Alto Comisario de la Ciudad libre de Dánzig. Fueron secretarios generales:
  - James Eric Drummond (Reino Unido) 1920-1933, designado de antemano por el Tratado de Versalles
  - Joseph Avenol (Francia) 1933-1940
  - Seán Lester (Irlanda) 1940-1946

Organismos Internacionales asociados o afiliados a la SDN:
- OIT (1920)
- Corte Permanente de Justicia Internacional (1922)

## Lenguas oficiales
Las lenguas oficiales eran el francés y el inglés en 1920. Pero a principios de 1920 surgió la propuesta de adoptar el esperanto como lengua de trabajo. Diez delegados aceptaron la proposición y sólo uno la rechazó, el delegado francés Gabriel Hanotaux. En realidad Hanotaux no quería que el francés perdiera su posición como lengua franca de la diplomacia y veía en el esperanto una seria amenaza. Dos años después la Sociedad recomendaba a sus Estados miembros que incluyeran el esperanto en sus programas educativos.

## Miembros

Países miembros de la SDN durante toda su existencia.

Países fundadores. Fueron los siguientes:
- 32 países firmantes del Tratado de Versalles (1920) como naciones beligerantes durante la Primera Guerra Mundial: Australia, Bélgica, Bolivia, Brasil, Canadá, Checoslovaquia, República de China, Cuba, Francia, Reino de Grecia, Guatemala, Haití, Honduras, India Británica, Reino de Italia, Imperio Japonés, Liberia, Nicaragua, Nueva Zelanda, Panamá, Perú, Polonia, Portugal, Reino de Yugoslavia, Reino Unido de Gran Bretaña e Irlanda, Reino de Rumanía, Siam, Unión Sudafricana y Uruguay.
- 13 países neutrales durante la Gran Guerra incluidos en el anexo I del Tratado de Versalles (1920): Argentina,[16] Chile, Colombia, Dinamarca, El Salvador, España, Noruega, Países Bajos, Paraguay, Sublime Estado de Persia, Suecia, Suiza y Venezuela.

Países integrados con posterioridad. Ingresaron después del Tratado de Versalles: 
- 1920: Austria, Reino de Bulgaria, Costa Rica, Finlandia, Luxemburgo y Reino de Albania.
- 1921: Estonia, Letonia, Lituania.
- 1922: Reino de Hungría.
- 1923: Imperio etíope, Irlanda y República Dominicana.
- 1926: República de Weimar.
- 1931: México.
- 1932: Reino de Irak y Turquía.
- 1934: Unión Soviética, Reino de Afganistán y Ecuador.
- 1937: Reino de Egipto.

Países fundadores que no se adhirieron. Fueron los siguientes:
- Estados Unidos
- Reino del Hiyaz

Países que no se integraron posteriormente. Nunca se unieron después del Tratado de Versalles: 
- Bután
- Islandia
- Mongolia
- Nepal
- Filipinas
- Yemen
- Andorra
- Liechtenstein
- Mónaco
- San Marino
- Ciudad del Vaticano

## Acciones y conflictos
Las principales acciones estaban enfocadas a fomentar una política mundial de desarme y seguridad colectiva. La reforma llevada a cabo por el Protocolo de Ginebra (Protocolo de resolución pacífica de conflictos internacionales 1924) hizo obligatorio el arbitraje en caso de conflicto. El rechazo del arbitraje por una de las partes en conflicto le hacía reconocer el carácter de agresor. Para ello se podrían aplicar automáticamente sanciones militares. Otra novedad del Pacto de la Sociedad era la obligación de los Estados miembros de publicar sus tratados y registrarlos en la SDN.
Logró una solución pacífica de los siguientes conflictos:
- 1920: Suecia y Finlandia disputaban la soberanía de las islas Åland. La Sociedad decide a favor de Finlandia.

- 1921: Disputa entre Alemania y Polonia por la Alta Silesia, sobre todo la zona industrial. La Sociedad decide el reparto entre Alemania y Polonia de la Alta Silesia.

- 1925: Conflicto fronterizo en el cual tropas griegas invaden territorio búlgaro después de incidentes fronterizos. La Sociedad interviene rápidamente produciéndose la retirada de las tropas griegas y el pago de indemnizaciones a Bulgaria.

- Turquía reclama la soberanía de la provincia de Mosul, que formaba parte del mandato británico de Irak. La Sociedad resuelve a favor del Reino Unido.

- 1932: Arbitraje en la guerra del Chaco entre Bolivia y Paraguay.

- 1938: Arbitraje fronterizo entre Perú y Colombia durante la guerra colombo-peruana por la zona de Leticia.

Sin embargo, éstos fueron de menor importancia frente a conflictos en los cuales las grandes potencias o grupos de países tenían intereses ya declarados, lo cual se dio en los siguientes casos decisivos:
- 1922: Reclamaciones por la posesión de Vilna entre Polonia y Lituania. La Conferencia de Embajadores en París resolvió el conflicto, instalándose como instancia para resolver problemas que involucrasen o tuviesen su origen en el Tratado de Versalles.

- 1923: El incidente de Corfú. Durante la solución de un conflicto fronterizo entre Grecia y Albania, fue asesinado el general italiano Enrico Tellini, quien había sido mandado a investigar en Grecia. Benito Mussolini ordenó el bombardeo de la isla de Corfú y el pago de una fuerte compensación. La Sociedad ofreció una solución, pero la Conferencia de Embajadores la rechazó y propuso una favorable a Italia, debido a las presiones de Mussolini.

- 1931: La invasión japonesa de Manchuria. Japón era dueño de las minas, ferrocarriles, fábricas y puertos en Manchuria y mantenía una guarnición militar en la ciudad de Kwantung. Por medio de un incidente promovido por soldados japoneses el 18 de septiembre de 1931, se vuela una sección del ferrocarril japonés. De este incidente se culpó a los chinos, y Japón aprovecha la oportunidad para ocupar la ciudad de Shenyang. China pide ayuda a la Sociedad, la cual ordena la retirada de las tropas japonesas, pero el gobierno japonés no admite dicha petición. El ejército japonés continúa su avance por Manchuria. Para finales de 1931, Japón tenía el control de toda la provincia de Manchuria, la cual denominan Manchukuo. En octubre de 1933, la Comisión Lytton propone como solución la retirada de las tropas japonesas y la semiautonomía de Manchuria respecto a China. Las propuestas son aprobadas por la Sociedad, pero Japón se retira de ésta en 1933, tras lo cual Japón organiza plenamente a Manchuria como un Estado satélite.

- 1935: Invasión italiana de Abisinia. En un intento por expandir sus colonias africanas, Italia invade Abisinia en octubre de 1935. El emperador de Abisinia Haile Selassie, quien encabezaba la resistencia, describió en una sesión de la Asamblea los terribles métodos de la invasión italiana y pidió la intervención de la Sociedad. La Sociedad condena dicha acción e impone sanciones económicas, pero que no incluyen las exportaciones de carbón, petróleo y acero a Italia. Dichas sanciones —que no afectaron la capacidad productiva de Italia— no impidieron la conquista completa de Abisinia en mayo de 1936. Semanas después dichas sanciones fueron levantadas por la Sociedad y al poco tiempo Italia abandonó la Sociedad.

- 1936: Durante la guerra civil española, a petición del Gobierno de la República Española, se encargó de la custodia del patrimonio del Museo del Prado (las denominadas cajas del Prado) que se resguardaron en Ginebra hasta que en 1939 fueron reintegradas de nuevo al Gobierno Español.

El Pacto de la Sociedad de las Naciones se anexó a todos los demás tratados. Su gran objetivo era hacer posible una seguridad colectiva que garantizase la integridad de todos los Estados, fuertes y débiles, el arbitraje de los conflictos internacionales y el desarme. Fue el elemento clave de la propuesta del presidente Wilson. Pero la negativa del aislacionista Senado estadounidense al ingreso de EE. UU. y la exclusión de Alemania y la URSS, que no ingresaron respectivamente hasta 1926 y 1934, limitaron desde un principio su potencialidad.
Los años treinta marcaron su fracaso definitivo. Las agresiones de las potencias fascistas y militaristas mostraron su ineficacia. Alemania y Japón abandonaron la Sociedad en 1933, e Italia en 1937. La URSS fue expulsada en 1939. El inicio de la Segunda Guerra Mundial vino a certificar la muerte de la primera organización universal de naciones.

## Territorios bajo administración de la SDN

Bandera del Territorio de la Cuenca del Sarre durante la administración de la Sociedad de las Naciones.

Bandera de Dánzig durante la administración de la Sociedad de las Naciones.

El Tratado de Versalles entregaba a la SDN la administración directa y temporal de diversos territorios agrupados según sus dos distintos modos de administración:
Ex territorios de Alemania en Europa, administrados por el Secretariado
- Territorio de la Cuenca del Sarre: por medio de una Comisión de 5 miembros (26 de febrero de 1919) por 15 años, tras los cuales se realizó un plebiscito para determinar si el Sarre se unía a Francia o Alemania, o se mantenía bajo administración internacional. El 1 de marzo es incorporado nuevamente a Alemania tras los resultados de la consulta, donde más del 90 % del electorado votó por la reincorporación a Alemania.

- La Ciudad libre de Dánzig: por medio de un Alto Comisionado (15 de noviembre de 1920-1 de septiembre de 1939). Después de la invasión a Polonia por la Wehrmacht, Dánzig es incorporada en forma directa al territorio de la Alemania nazi.

Territorios fuera de Europa pertenecientes al Imperio Alemán e Imperio Otomano por medio de los mandatos de la SDN
Supervisados por la Comisión Permanente de los Mandatos, organismo internacional, compuesto originariamente por 45 países, creado por la Conferencia de París el 24 de abril de 1919. Estos territorios fueron divididos en tres categorías en función de su grado de desarrollo y fueron cedidos a las potencias aliadas:
- Mandato A: territorios que había pertenecido al Imperio otomano y que fueron entregados al Reino Unido y Francia. A los británicos correspondía Palestina (1920), Transjordania (1922) y Mesopotamia (1920), por su parte, los franceses obtuvieron el mandato de Siria (1920) y Gran Líbano (1920).
- Mandato B: territorios africanos que había pertenecido al Imperio alemán. Tanganica asignada a los británicos, Ruanda-Urundi a Bélgica, y las colonias de Kamerun y Togolandia que fueron divididos entre franceses y británicos.
- Mandatos C: territorios alemanes que dada su escasa población o su lejanía fueron asignados a países como mandatos. África del Sudoeste alemana cedido a Sudáfrica; Nueva Guinea, Samoa y Nauru a los británicos que después la traspasaron a Australia, los dos primeros y a Nueva Zelanda la isla de Nauru. Finalmente, las islas del Pacífico fueron cedidas al Imperio japonés en el Mandato del Pacífico Sur.

## Razones del fracaso
La SDN tuvo una serie de problemas desde sus comienzos. El primero fue la negativa del Senado de los Estados Unidos a aprobar el Tratado, que hizo que el gobierno estadounidense nunca se adhiriera a la SDN, dejando fuera de su alcance a una potencia mundial de la época. El segundo fue la sistemática exclusión de Alemania y Turquía (parte del Imperio otomano hasta la contemporánea partición del Imperio otomano), debido a su condición de países derrotados en la Primera Guerra Mundial, además de haberse determinado oficialmente la "responsabilidad exclusiva" de Alemania por el estallido de dicha contienda, por lo cual excluir a Alemania de la SDN fue decidido como un "castigo" a imponer por los vencedores. También fue excluida por muchos años la Unión Soviética, dado el carácter comunista de su gobierno (lo que fomentó la creación de un cordón sanitario de Estados anticomunistas para evitar la propagación de la revolución bolchevique) y por el tardío reconocimiento diplomático de los vencedores de la Primera Guerra Mundial hacia el gobierno de Moscú (reconocimiento que sólo llegó poco antes de 1930), con la consiguiente pérdida de prestigio de la SDN.
Ya en 1923 se evidenció la debilidad de la organización ante sus propios impulsores cuando Francia ocupó la región alemana del Ruhr para exigir reparaciones de guerra, sin que este hecho pudiera ser siquiera condenado por la SDN a pesar de haberse prohibido oficialmente cobrar deudas de guerra mediante esta clase de operaciones militares. El hecho que Francia fuese precisamente un vencedor de la Gran Guerra sirvió para legitimar y justificar esta ocupación, dañando el prestigio de la SDN.
La invasión de Manchuria por parte de Japón en 1931 fue el segundo gran golpe que recibió la SDN. Condenado por la agresión, Japón abandonó la organización en 1933 pero sin haber recibido sanciones efectivas de los miembros de la SDN y sin haber restaurado a China el territorio de Manchuria. Alemania había sido admitida en 1926 como miembro de la SDN en calidad de Estado amante de la paz, pero el régimen nazi siguió en 1933 el mismo camino de Japón y se retiró de la SDN.
La Sociedad de las Naciones nunca consiguió la autoridad suficiente para imponer a sus miembros sus resoluciones en forma obligatoria. Esto se repitió en 1934 cuando la Asamblea General dicta una resolución referente a la guerra del Chaco, la cual se desarrolló entre 1932 y 1935, teniendo como Estados beligerantes a la República del Paraguay y a la República de Bolivia. El fallo definitivo de la Asamblea General fijó posición en la disputa territorial favoreciendo a Bolivia, pero la República del Paraguay desafió la autoridad de este organismo y se retiró de la Sociedad de las Naciones, para luego resultar vencedor de la citada contienda.
La invasión de Abisinia por la Italia fascista en 1935 reveló que la SDN carecía de autoridad efectiva para guiar una acción internacional contra las agresiones entre Estados, siendo completamente impotente para asegurar un mínimo de respeto a la paz mundial. Pese a que la SDN aprobó sanciones económicas contra la Italia fascista en 1935, estas no fueron apoyadas por muchos países, y tampoco privaban a Italia de obtener materias primas indispensables para su campaña militar, por lo cual las sanciones resultaron inútiles y desprestigiaron aún más a la SDN.

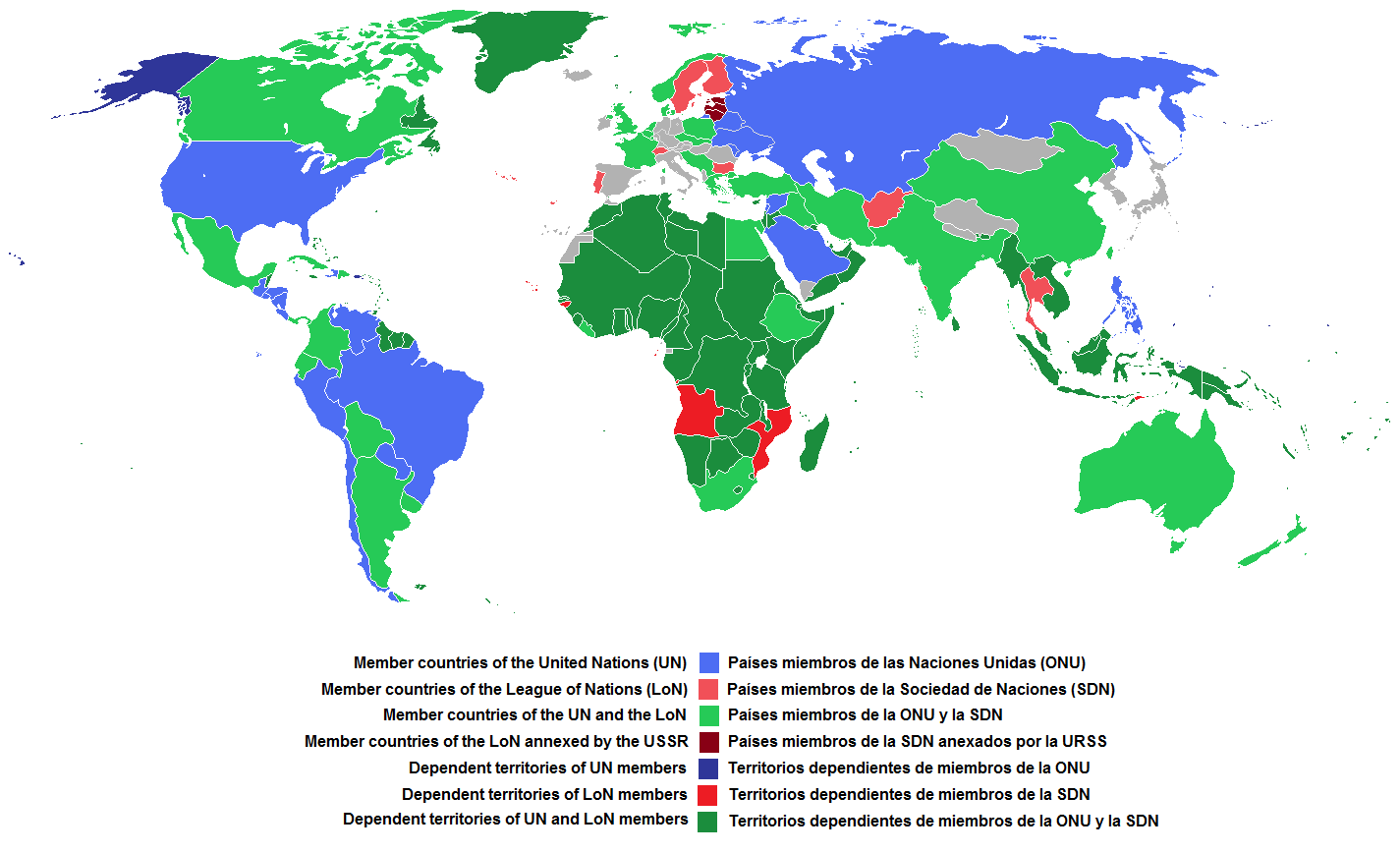
Mapamundi mostrando los Estados miembros de las Naciones Unidas (en verde y azul) y países miembros de la Sociedad de Naciones (en verde y rojo) el 18 de abril de 1946, cuando la Sociedad de Naciones dejó de existir.

Finalmente, los dos principales miembros de la SDN (Francia y Reino Unido) prefirieron seguir por su cuenta una política de "apaciguamiento" hacia las agresivas potencias fascistas, y por ello se negaron a tomar acciones más severas tratando de evitar (en vano) que Mussolini retirara a Italia de la SDN y se aliase con Hitler. Como resultado de esta política franco-británica, cuestiones como la reocupación alemana de Renania no pudieron ser tratadas ante la SDN, quedando esta entidad cada vez más marginada de los grandes asuntos de política internacional. Un caso de especial importancia fue el de la intervención extranjera en la guerra civil española, que motivó la creación del Comité de No Intervención para sustituir en cierto modo a la SDN, aunque finalmente el conflicto español acaparó las reuniones del organismo, dadas las denuncias del gobierno español y la implicación de otros gobiernos de Estados representados, unos a favor de la República Española y otros a favor del bando sublevado liderado por el general Franco. La crisis española abrió así el camino de la Segunda Guerra Mundial, consumándose el fracaso de la SDN.
Tras el fin del conflicto español y la invasión alemana a Polonia, con la consiguiente declaración de guerra por parte de Reino Unido y Francia, mostró el fracaso final de la SDN al ocurrir el principal evento que se deseaba impedir con la creación de la Sociedad: una nueva guerra a gran escala en Europa. Con ello la SDN perdió casi toda su razón de existir. El último gran acto oficial de la SDN fue expulsar de su seno a la URSS cuando tropas soviéticas invadieron Finlandia en diciembre de 1939.
La Sociedad de las Naciones sólo mantuvo algunos servicios de ayuda a refugiados y de regulaciones laborales, en forma reducida, durante los años de la Segunda Guerra Mundial; para estos fines continuó utilizando su sede en la neutral Suiza y teniendo como último secretario general al irlandés Seán Lester, con un equipo de un centenar de servidores. La SDN fue disuelta oficialmente en abril de 1946 aunque su última Asamblea fue celebrada una vez finalizada la Guerra, entre el 8 y el 18 de abril de 1946 y su disolución legal no tuvo lugar hasta el 31 de julio del año siguiente, sus archivos y bienes fueron entonces traspasados a la recién creada ONU. En años recientes la SDN ha sido objeto de diversos estudios, tras haber permanecido durante décadas lejos de la atención del historiador.